# Абрамцево (присілок, Дмитровський міський округ)
Абра́мцево (рос. Абрамцево) — присілок у складі Дмитровського міського округу Московської області, Росія.

## Населення
Населення — 15 осіб (2010; 12 у 2002).
Національний склад (станом на 2002 рік):
- росіяни — 92 %